# Racconti del vento
Racconti del vento è composto da dieci favole raccolte da Paolo Valente nei villaggi del Benin, l'ex Dahomey, piccolo Paese dell'Africa occidentale.
I racconti tradizionali, interamente riformulati dall'autore, appartengono alle diverse culture delle quali si compone la società beninese. In particolare fanno riferimento all'etnia bariba che si trova nel nord del Paese.
Il volume (secondo classificato al premio Giovanni Arpino, a Bra, edizione 2008) è edito dalle edizioni San Paolo, Milano 2007.